# Богородичина црква на Асеновој тврђави
Богородичина црква (буг. църква "Света Богородица", tsarkva "Sveta Bogoroditsa") је православна црква која се налази на Асеновој тврђави. Стационирана је у близини града Асеновграда, на планини Родопи у Пловдиској области у Бугарској. Црква је највероватније изграђена у 12. веку, а правоугаона кула над нартексом цркве сматра се најстаријом која је очувана на Балкану. Фрагменти фреске су видљиви на зидовима горњих делова цркве.

## Локација и историја
Богородичина црква налази се на узвишењу близу пута Пловдив — Смољан, 2 км јужно од града Асеновграда. Саставни је део Асенове тврђаве на којој се налази. По мишљењу већине научника и историчара, сматра се да је највећи део цркве направљен у 12. веку, док неки историчари и истраживачи не одбацују могућности да је црква настала у 11. односно 13. веку.
Иако је позната као Богородичина црква, постоји могућност да није од почетка била посвећена Богородици. У оквиру цркве постоји рукопис писан на старогрчком језику, који би можда могао бити потпис донатора цркве. Почетком 20. века део натписа је још био видљив и дешифрован као "ή παναγία τῆς Πετριζηώτης" — Мајка божија Петричка. Међутим ово је било име главне цркве оближњег Бачковског манастира, па зато није могуће са сигурношћу утврдити коме је ова црква била посвећена када се изградила. На крају 20. века, Богородичина црква била је спор између етничке групе Грка и бугарске заједнице из Асеновграда. Грчка црквена поворка одржана је 1989. године око ове цркве, а бугарска неколико година касније. Обе поворке завршене су литургијом. Након великог земљотреса 1904. године црква је оскрнављена, а реконстуисао ју је Александар Рашенов са тимом архитекта 1936. године. Од 2008. године цркве је наставила да врши богослужење.

## Архитектура
Богородичина црква висине је око 18 м дужине, 7 м ширине и 12 метара висине. Зидови цркве изграђени су од камена и од три реда цигле, заједно са малтером. Изузетак је северни зид, који је саграђен искључиво од камена, са само једним редом цигли. Дебљине зидова су од 0.85 до 1.15 м. Црква има један брод, изнад њега налази се купола, док се апсида налази у источном делу цркве. Апсида је петострана на спољашњој страни и окружена изнутра. Западно од ње налази се светилиште у коме се налазе три свода, а у њима се налазе вима, жертвеник и ђаконикон. Два стуба одвајају наос од светилишта. Три контрафора потпора су за апсиду и јужни зид. Улаз у цркву налази се са јужне стране. Црква има укупно 8 прозора: три у апсиди, један на јужном, четири на северном зиду и један на нартексу.
Западно од наоса налази се мали нартекс, изнад којег се налази торањ. Кула је коришћена као звоник или извидиница, а можда и за обе потребе. Доступна је преко дрвених мердевина изнутра и споља. У горњем делу има четири широка сводна прозора и прекривена је кровним плочицама. Према историчару уметности Роберту Г. Оустерхуту, торањ цркве Богородице најранији је пример звоника интегрисан у црквену зграду и постављен изнад нартекса у балканској архитектури. Овај дизајн се касније успоставио као стандард на Балкану. Изградња интегрисаног торња приписује се архитектури западне Европе или архитектури Сиријске оријентално-православне цркве односно утицају јерменске архитектуре.

## Декорација
Спољашњи изглед цркве описан је као хармоничан, грациозан и пропорцијалан. Богородичина црква је богато украшена са спољашње стране. Полукружни лук, дизајнерски елемент врло је типичан за средњовековну бугарску архитектуру и он се истиче на јужној фасади и на куполи. Велики лук на јужном зиду повезује основу и први спрат цркве, док је апсида богато украшена. Први спрат цркве садржи фрагменте фрески у унутрашњем делу, а постоје и трагови муралског сликарства на једном од лукова. На унутрашњим зидовима налазе се фреске на којима је представљено крштење Исуса Христа, Пилатов двор, успење Пресвете Богородице и Исусово распеће. Међу портретима светаца налази се Јован Крститељ, апостоли Петар и Павле, Константин Велики, Јелена (мајка Константина Великог) и фреска на којој је представљено четрдесет мученика у Севастеји. Сви натписи на фрескама су на старогрчком језику.

## Галерија
- Апсида цркве
- Остаци фресака изнад улаза у главни црквени простор
- Богородичина црква
- Поглед на остатке Асенове тврђаве и цркву
- Поглед на цркву са јужне стране